# Beda Dudík

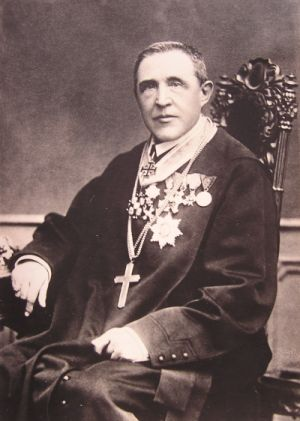
Beda Dudík

Beda Dudík OSB (eigentlich Franziskus/Franz Dudík, tschechisch Beda František Dudík; * 29. Januar 1815 in Kojetín, Markgrafschaft Mähren; † 18. Januar 1890 in Raigern) war Benediktiner, Abt des Klosters Rajhrad und Titularabt von Trebitsch sowie Landeshistoriograph, Priester und Schriftsteller.

## Leben
Beda Dudík war das älteste von neun Kindern des Vincenc und der Magdalena Dudík. Nach dem Philosophiestudium an der Philosophischen Lehranstalt in Brünn wechselte er an die Universität Olmütz. 1836 trat er dem Benediktinerorden bei und wurde am 20. August 1840 im Kloster Raigern zum Priester geweiht.
1851 unternahm er eine Forschungsreise nach Schweden, wo er vier Monate lang Handschriften und gedruckte Werke, die bei Ende des Dreißigjährigen Krieges durch den Prager Kunstraub nach Schweden gekommen waren, auffinden und katalogisieren konnte., 1852 nach Rom. Bis 1854 arbeitete als Lehrer für Klassische Philologie und Geschichte in einem Gymnasium in Brünn. Im Jahre 1855 wurde er Privatdozent für Geschichte an der Universität Wien. Zwischen den Jahren 1853 und 1859 gründete er in Wien die historische Bibliothek des Deutschen Ordens. 1859 wurde er Professor für mittelalterliche Geschichte Mährens. Wegen dieser Tätigkeit bezeichneten ihn Zeitgenossen manchmal als Mährischen Palacký. Die Österreichische Akademie der Wissenschaften wählte ihn 1865 zu ihrem Mitglied.
Im Deutschen Krieg 1866 war er Kriegskorrespondent in Italien; 1869 berief ihn Kaiser Franz Joseph I. zu seinem persönlicher Kaplan. 1870 besuchte er zu Forschungszwecken Frankreich, Belgien und Holland, 1874 auch Russland, welches er später mehrmals bereiste. 1870 wurde er von der Bayerischen Akademie der Wissenschaften als Korrespondierendes Mitglied gewählt.

## Veröffentlichungen
- Geschichte des Benediktinerstiftes Raigern (2 Bände, Brünn, 1849; 2te ed., Wien, 1868)
- Mährens Geschichtsquellen (Brünn, 1850)
- Forschungen in Schweden für Mährens Geschichte (Brünn, 1852) Digitalisat bei: Münchener Digitalisierungszentrum
- Iter Romanum (2 Bände, Wien, 1855)
- Des Herzogtums Troppau ehemalige Stellung zur Markgrafschaft Mähren (Wien, 1857) Digitalisat
- Waldsteins Korrespondenz (Wien, 1865–66)
- Waldstein von seiner Enthebung bis zur abermaligen Übernahme des Armeekommandos (Wien, 1858)
- Des hohen Deutschen Ritterordens Münzsammlung in Wien (Wien, 1858) Digitalisat bei Münchener Digitalisierungszentrum, Digitalisat ULBD Digitalisat
- Mährens allgemeine Geschichte, Brünn 1860–1880 Im Auftrage des Mährischen Landesausschusses Brünn: Georg Gastl
  - I. Band – Von den Zeiten bis zum Jahre 906. Brünn 1860
  - II. Band: Vom Jahre 906 bis zum Jahre 1125, Brünn 1863 Digitalisat bei: Münchener Digitalisierungszentrum
  - III. Band: Vom Jahre 1125 bis zum Jahre 1173, Brünn 1864 Digitalisat Google Books
  - IV. Band: Vom Jahre 1173 bis zum Jahre 1198, Brünn 1865 Digitalisat bei: Münchener Digitalisierungszentrum
  - V. Band: Vom Jahre 1197 bis zum Schlusse des Jahres 1261, Brünn 1870 Digitalisat
- Kleinodien des Deutschen Ritterordens: beschrieben und geschichtlich erläutert (Wien, 1866) Digitalisat in: Heidelberger historische Bestände – digital
- Archive im Königreich Galizien und Lodomerien (Wien, 1867)
- Erinnerungen aus dem Feldzug in Italien 1866 (Wien, 1867)
- Preussen in Mähren im Jahre 1742 (Wien, 1869)
- Kaiserreise nach dem Oriente (Wien, 1870) Digitgalisat bei: Google Books
- Schweden in Böhmen und Mähren 1640–1650 (Wien, 1879) Nachdruck des Originals, Paderborn 2015, Digitalisat bei Google Books
- Geschichtliche Entwickelung der Buchdruckerkunst in Mähren von 1486 bis 1621 (Brünn, 1879)